# Ekonomiåret 1903

## Händelser
- Hemmets kokbok, en av de mest inflytelserika svenska böckerna om hem och hushåll, utges av Fackskolan för huslig ekonomi.[1]

## Bildade företag
- Butterick's
- Cadillac
- Conditori Nordpolen
- Ford Motor Company
- Harley-Davidson
- Nordchoklad AB
- Nordsjö (varumärke)
- Oscar Jacobson
- Telefunken
- Tiger of Sweden
- Önos

## Födda
- 12 april - Jan Tinbergen, nederländsk ekonom, nobelpristagare.

## Avlidna
- 3 februari - Walfrid Weibull, svensk pionjär som fröförädlare och grundare av familjeföretaget Weibulls.